# Мазовецкое воеводство (Королевство Польское)
Мазовецкое воеводство (лат.  Palatinatus Masoviensis, пол. Województwo mazowieckie) — административно-территориальная единица Королевства Польского и Речи Посполитой. Существовало в 1529—1795 годах.
Мазовецкое воеводство было создано на основе земель Мазовецкого княжества. Входило в состав Великопольской провинции и принадлежало к региону Мазовия. Располагалось в западной части Речи Посполитой, на востоке Мазовии. Центр воеводства — город Варшава, столица Речи Посполитой. Возглавлялось воеводами мазовецкими. Сеймик воеводства собирался также в Варшаве.
Мазовецкое воеводство было представлено 8 сенаторами в Сенате Речи Посполитой (воевода мазовецкий, каштеляны черский, визненский, вышогрудский, закрочимский, варшавский, цеханувский и ливский). Состояло из 10 земель (Варшавская, Черская, Визненская, Вышогрудская, Закрочимская, Ломжинская, Нурская, Ружанская, Цеханувская и Ливская земли) и 25 повятов. Площадь воеводства — 22 571,77 км², по переписи 1790 года численность населения составляла 402 368 чел.
В 1795 году после Третьего раздела Речи Посполитой Мазовецкое воеводство было ликвидировано и разделено между Пруссией и Австрией. Большая часть территории воеводства вошла в состав прусской провинции Новая Восточная Пруссия, а меньшая — в состав административного района Западная Галиция Австрийской империи.

## Административное устройство
- Блонский повят — Блоне (Варшавская земля)
- Варкский повят — Варка (Черская земля)
- Варшавский повят — Варшава (Варшавская земля)
- Васошский повят — Васош (Визненская земля)
- Вышогрудский повят — Вышогруд (Вышогрудская земля)
- Визненский повят — Визна (Визненская земля)
- Груецкий повят — Груец (Черская земля)
- Закрочимский повят — Закрочим (Закрочимская земля)
- Замбрувский повят — Замбрув (Ломжинская земля)
- Каменьчиковский повят — Камяньчик (Нурская земля)
- Кольненский повят — Кольно (Ломжинская земля)
- Ливский повят — Лив (Ломжинская земля)
- Ломжинский повят — Ломжа (Ломжинская земля)
- Макувский повят — Макув (Рожанская земля)
- Новомястский повят — Нове-Място-Любавске
- Нурский повят — Нур (Нурская земля)
- Острувский повят — Острув (Нурская земля)
- Остроленкский повят — Остроленка (Ломжинская земля)
- Пшаснышский повят — Пшасныш (Цеханувская земля)
- Радзивиловский повят — Радзилов (Визненская земля)
- Ружанский повят — Ружан (Ружанская земля)
- Сахоцкий повят — Сахоцын (Цеханувская земля)
- Тарчинский повят — Тарчин (Варшавская земля)
- Цеханувский повят — Цеханов (Цеханувская земля)
- Черский повят — Черск (Черская земля)